# 邦代然
邦代然（法語：Bendejun，亦作，法語發音：[bɛ̃deʒœ̃]）是法国滨海阿尔卑斯省的一个市镇，位于该省中部，属于尼斯区。

## 地理
邦代然（43°50'8"N, 7°17'42"E）面积6.35 平方千米，位于法国普罗旺斯-阿尔卑斯-蓝色海岸大区滨海阿尔卑斯省，该省份为法国东南部沿海省份，南濒地中海，西南至瓦尔省，西北接上普罗旺斯阿尔卑斯省，北部和东部与意大利接壤。
与邦代然接壤的市镇（或旧市镇、城区）包括：沙托纳维勒维耶伊尔、科阿拉兹、孔特、勒旺斯、图雷特勒旺斯。

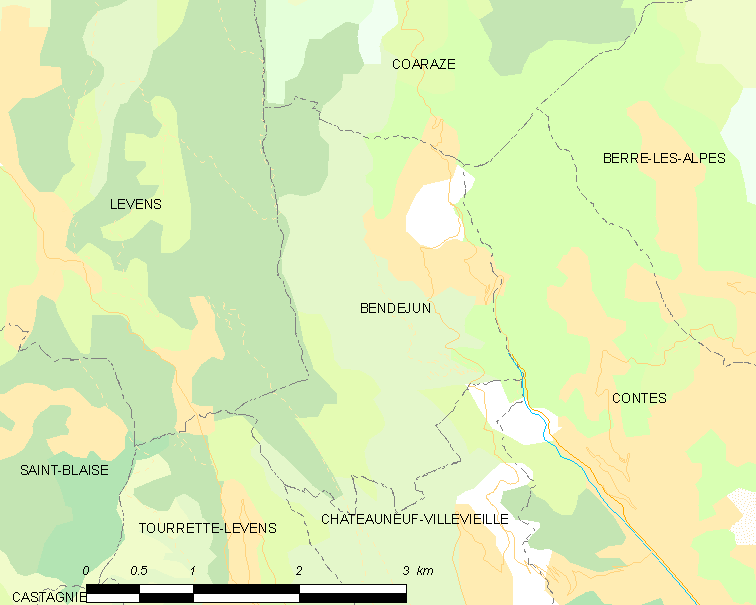
邦代然的OSM定位图

邦代然的时区为UTC+01:00、UTC+02:00（夏令时）。

## 行政
邦代然的邮政编码为06390，INSEE市镇编码为06014。

## 政治
邦代然所属的省级选区为孔特县。

## 人口

1962-2008年间邦代然人口变化图示

邦代然于2022年1月1日时的人口数量为961人。